# Yuri Zólotov
Yuri Volodymyrovych Zólotov –en ucraniano, Юрій Володимирович Золотов– (Leópolis, URSS, 17 de mayo de 1980) es un deportista ucraniano que compitió en boxeo. Ganó una medalla de bronce en el Campeonato Mundial de Boxeo Aficionado de 2001, en el peso superligero.
En abril de 2004 disputó su primera pelea como profesional. En su carrera profesional tuvo en total 9 combates, con un registro de 9 victorias y 0 derrotas.

## Palmarés internacional
| Campeonato Mundial | Campeonato Mundial    | Campeonato Mundial | Campeonato Mundial |
| Año                | Lugar                 | Medalla            | Categoría          |
| ------------------ | --------------------- | ------------------ | ------------------ |
| 2001               | Belfast (Reino Unido) | Medalla de bronce  | 63,5 kg            |